# Observatori ornitològic de Rossitten

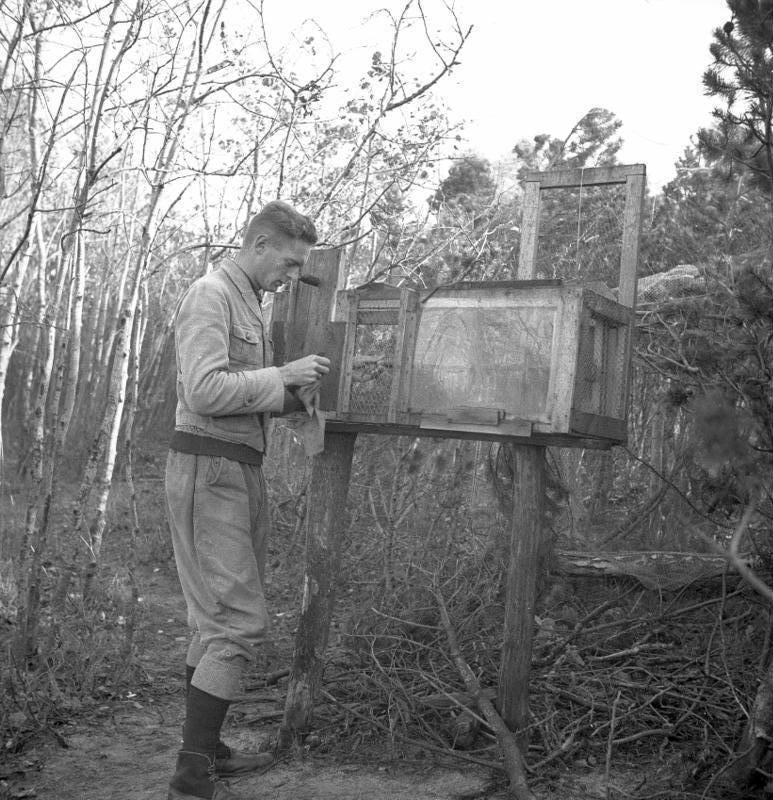
Ocell capturat i anellat a Rossitten el 1939.

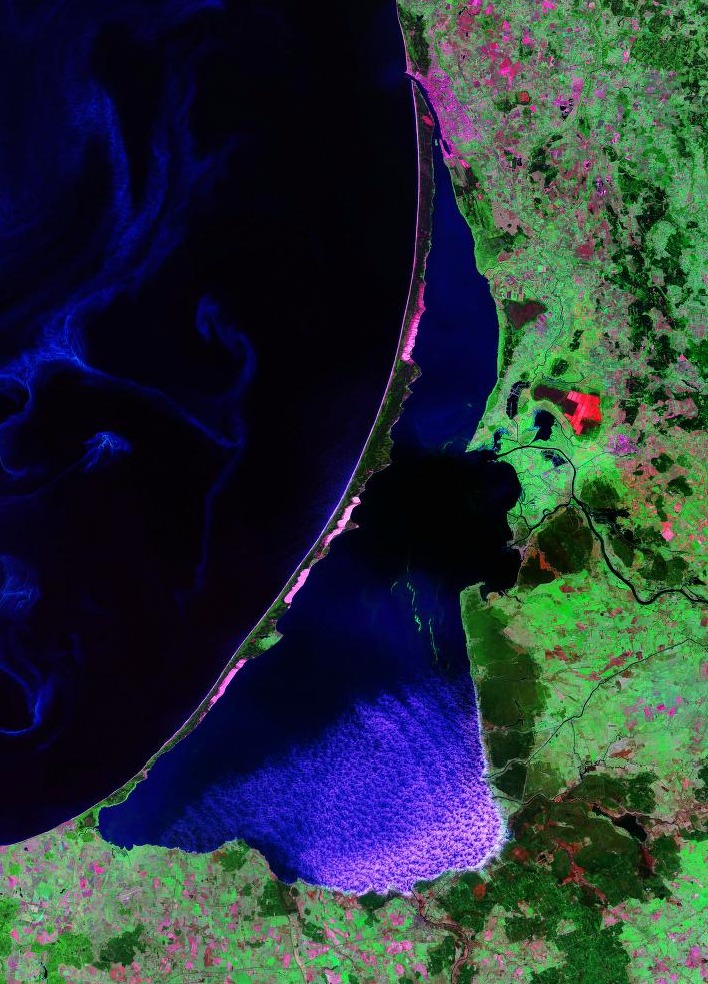
Imatge Landsat de l'Istme de Curlàndia Escopinada i el seu llac.

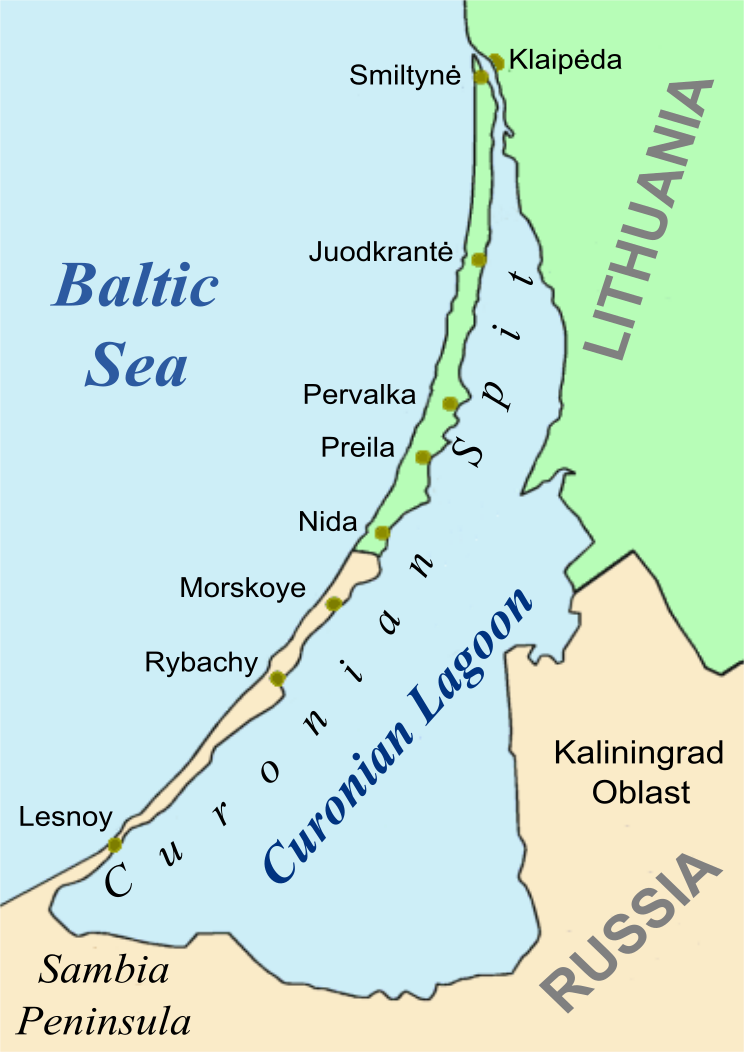
El mapa que mostra posició de Rybachy (Rossitten).

L'Observatori ornitològic de Rossitten (Vogelwarte Rossitten en alemany) va ser el primer observatori ornitològic de tot el món. Estava situat a Rossitten, Est de Prussia (ara Rybachy, Kaliningrad Oblast, Rússia), en el Istme de Curlàdia a la costa sud-oriental de la Mar Baltica. Es va construir gràcies a la iniciativa de l'ornitòleg alemany Johannes Thienemann i va estar operatiu fins al 1944. En acabar la Segona Guerra Mundial, el 1945 la Prússia Oriental es va dividir entre Polònia, Rússia i Lituània, i molts habitants d'ètnia alemanya van ser expulsats.

## Història
Els 98 km de l'Istme de Curlàndia son una península de sorra prima, que oscil·la entre 400 m a 4 km d'amplada aproximadament, i que separa la Mar Bàltica de la superficial Llacuna de Curlàndia. Té diversos assentaments al llarg de la seva longitud. Es troba en una ruta de migració de les aus que segueix la costa del Bàltic Oriental. Thienemann va visitar el poble pesquer de Rossitten l'any 1896 on va experimentar “un procés de migració d'aus que arribava de manera regular però de forma mes massiva del que mai s'havia observat abans a Alemanya” i ell “no deixava de preguntar-se si no es podria construir alguna obra de valor permanent en aquest indret.”
En el 50è aniversari de la Societat Ornitològica Alemanya, celebrat a Leipzig el 1900 va donar una conferència que va persuadir la Societat per establir un observatori d'aus a Rossitten, com a projecte cooperatiu amb el govern Prussià. Thienemann es va posar mans a l'obra per la instal·lació d'aquest observatori, el qual es va obrir portes el Dia d'Any Nou de 1901, esdevenint així el seu director fundador.
L'observatori va funcionar sota els auspicis de la Societat Orinitològica Alemanya fins al 1923. Des de llavors fins a la seva dissolució el 1946 l'observatori va restar sota l'administració de la Societat Kàiser Wilhelm, donant-li un sòlid marc institucional. La seva constitució era ambiciosa i ampla, incloent nou àrees principals de recerca ornitològica: migració, comportament, muda, vàlua econòmica, protecció, l'establiment d'una col·lecció d'ocells, l'aprovisionament de material de recerca per instituts estatals de recerca científica, la promoció de recerca rellevant a altres espècies animals, i l'educació pública.
Al principi tot el funcionament estava en mans de Thienemann, que intentava cobrir totes les àrees de recerca. A mesura que el centre anava creixent es va centrar mes en l'estudi de les migracions a través de l'anellament, amb aproximadament un milió d'ocells que van ser anellats durant els 45 anys de l'existència de l'observatori. El seu èxit va estimular l'establiment d'organitzacions similars com el Centre Ornitològic d'Hongria el 1908, l'Observatori Ornitològic d'Heligoland el 1910, l'Observatori Ornitològic de Sempach el 1924, i l'Observatori Ornitològic de Hiddensee el 1936. El successor de Thienemann com a cap de l'observatori va ser Ernst Schüz.

## Successors

### Estació de Radolfzell
Després de la pèrdua de l'Est de Prussia per Alemanya al final de la Segona Guerra Mundial, l'hereva del programa de recerca ornitològica de Rossitten va ser l'Estació Radolfell, promoguda per la Societat Max Planck (el nom rebatejat de la Societat Kaiser Wilhelm), amb el personal del Observatori de Rossitten. Aquesta estava localitzada a la ciutat de Radolfzell am Bodensee al final occidental de Llac Constança a Baden-Württemberg al Sud d'Alemanya. El 1998 esdevindria el Centre de Recerca Ornitològica Max Planck.

### Estació biològica Rybachy
Mentrestant, a Rossiten, ara poblament rus rebatejat com a Rybachy, l'Estació Biològica de Rybachy es va fundadar el 1956, a instàncies de l'ornitòleg rus Lev Belopolsky, com a branca de l'Institut Zoològic de l'Acadèmia Russa de Ciències de Sant Petersburg. L'estació va ser creada seguint una decisió especial del Consell de l'Acadèmia de Ciències amb l'objectiu d'estudiar les migracions d'ocells, i el restabliment de la tradició de recerca començada pels ornitòlegs alemanys, després del parèntesi de deu anys. Va rebre el suport de la Fundació Sielmann i va treballar estretament amb els socis occidentals, incloent l'Estació Radolfzell, amb la qual operà amb les tasques de captura i anellament.